# The Morris Springfield Project
The Morris Springfield Project — австралійський дует з міста Мельбурн, штат Вікторія, створений у 2021 році.
Дует складається з Рассела Морріса та Ріка Спрінгфілда. У жовтні 2021 року вони випустили альбом Jack Chrome and the Darkness Waltz, який дебютував під номером 34 у чарті альбомів ARIA.

## Історія
Рассел Морріс (Russell Morris) і Рік Спрінгфілд (Rick Springfield) знайомі понад 50 років, оскільки Спрінгфілд грав на інструментах у дебютному альбомі Морріса, Bloodstone, 1971 року.
Дует виступав разом у складі гурту Zoot, а у 2014 році Спрінгфілд брав участь у записі альбому Морріса, Van Diemen's Land.
У липні 2021 року Морріс оголосив у соціальних мережах, що вони зі Спрінгфілдом співпрацюють і планують випустити альбом Jack Chrome and the Darkness Waltz.
Альбом присвячений мексиканському фестивалю «День мертвих» (Día de los Muertos). Морріс сказав: «Ми завжди любили мексиканський фестиваль „День мертвих“. Це прекрасна концепція, завдяки якій щороку наприкінці жовтня вони запрошують духів своїх покійних близьких, щоб вони повернулися та жили з ними протягом трьох тижнів. Це три тижні святкувань і обіймів з тими, хто покинув цей світ. Нам обом подобається цей альбом, і ми сподіваємося, що вам також сподобається».
Альбом вийшов 15 жовтня 2021 року та дебютував під номером 34 у чартах ARIA.
У рецензії на альбом Джефф Дженкінс, із журналу Stack, назвав його «вбивчою комбінацією», сказавши, що «Морріс перебуває в образі Джека Хрома (Jack Chrome), створюючи загрозливу присутність, тоді як Спрінгфілд додає до саги трохи іспанської мови з обірваним вокалом, який нагадує найкращі роботи Стіва Ерла (Steve Earle)… Цей запис — це незабутня історія про смерть і темряву, життя і втрати, гріх і свято».

## Дискографія

### Студійні альбоми
| Назва                              | Додаткова інформація | Пікові позиції в чартах |
| Назва                              | Додаткова інформація | AUS                     |
| ---------------------------------- | --- | ----------------------- |
| Jack Chrome and the Darkness Waltz | - Випущено: 15 жовтня 2021 р. - Лейбл: Morris Springfield / Ambition Records (AMBITION130) - Формат: цифрове завантаження, потокове передавання, CD, LP | 34                      |